# Der fromme Ritter

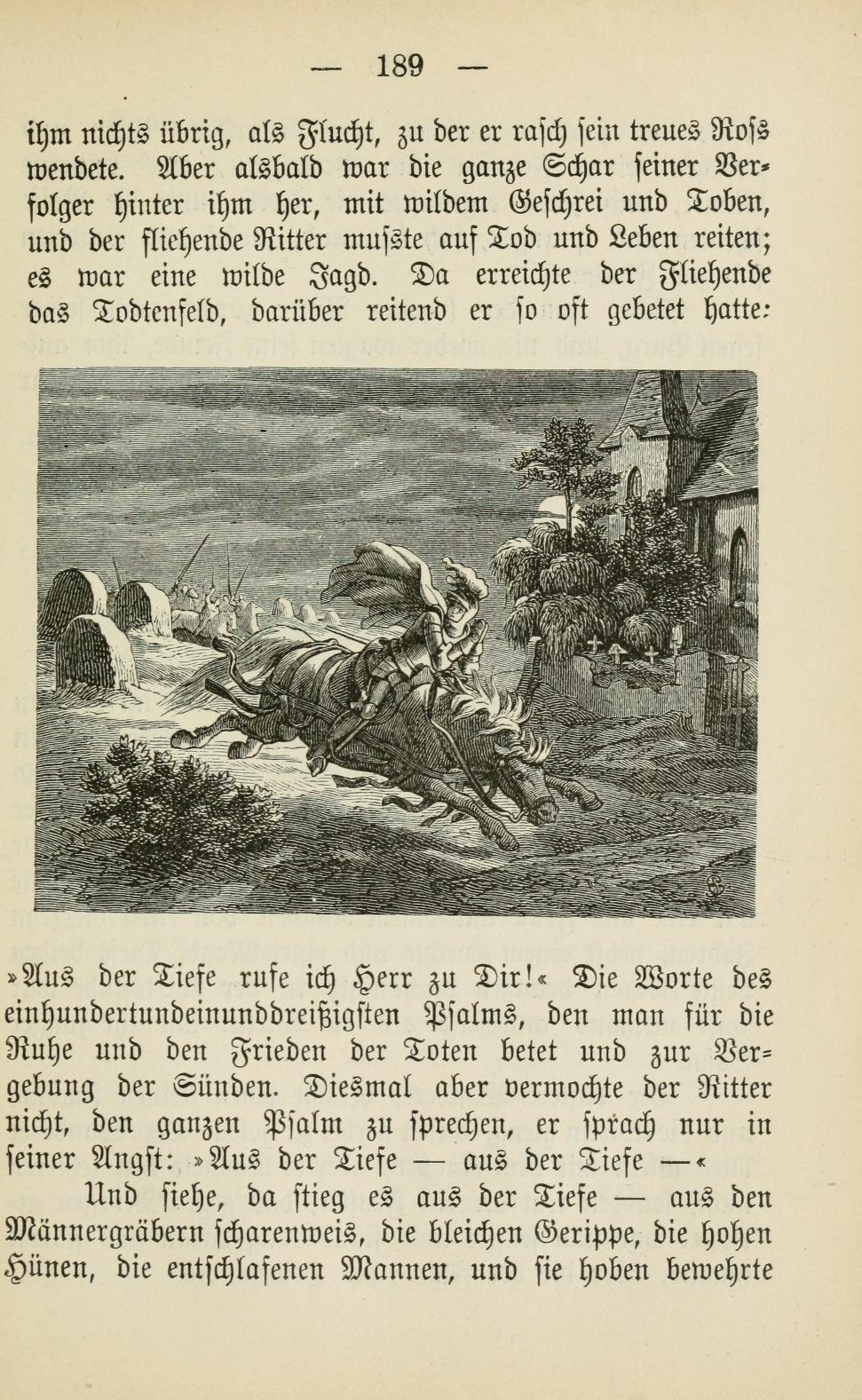
Illustration, 1890

Der fromme Ritter ist ein Märchen. Es steht in Ludwig Bechsteins Neues deutsches Märchenbuch an Stelle 31 und erschien von ihm zuerst 1833 in Friedrich Wilmans’ Taschenbuch der Liebe und Freundschaft gewidmet und 1836 in Bechsteins Gedichte.

## Inhalt
Sooft der Ritter über den Friedhof bei seiner Burg kommt, betet er für die Toten. Als ihn einmal Feinde verfolgen, bringt er nur den Anfang des Psalms heraus: „Aus der Tiefe – aus der Tiefe – “. Da erheben sich tote Krieger und schützen ihn.

## Stil
In gehobener Ausdrucksweise betont der Erzähler die Ritterlichkeit des Helden, „der war gar ehrbar und fromm, mannlich im Streite, gottesfürchtig daheim.“ Einem klischeehaften Geschichtsbild folgend, sei auf dem „Leichenacker“ schon „in uralten Heidenzeiten“ Totenasche „in hohen Hügeln“ (Hünengräbern) beigesetzt worden. Später sei eine Schlacht geschlagen, schließlich die Kirche gebaut worden.
„Aus der Tiefe rufe ich Herr zu Dir!“ sind laut Text „die Worte des einhunderteinunddreißigsten Psalms“, den man für die Totenruhe bete – gemeint ist offenbar Psalm 130, den Johann Sebastian Bach als Aus der Tiefen rufe ich, Herr, zu dir (BWV 131) vertonte. Ein ähnliches Thema hat Bechsteins Marien-Ritter. Auf ein Kirchenlied wird auch in Grimms KHM 96 De drei Vügelkens angespielt. Zum Spannungsbogen könnte man KHM 153 Die Sterntaler vergleichen.

## Herkunft
Bechstein gibt an, der Stoff begegne auch als Lokalsage und sei von ihm schon früher als Romanze bearbeitet worden. Hans-Jörg Uther zufolge erschien Der fromme Ritter von Bechstein als Sagengedicht mit zwölf mal zwei Zeilen im Taschenbuch der Liebe und Freundschaft gewidmet (1833), dann unter demselben Titel in Gedichte (1836). Der Stoff begegne schon in einer mittelalterlichen Handschrift von Exempla, die fälschlich Caesarius von Heisterbach zugeschrieben wurden.